# 安東尼·麥基爾
安東尼·麥基爾（英語：Anthony McGill；1991年2月5日—），蘇格蘭職業士碌架球手。他與阿倫·麥文拿斯是訓練拍檔。
麥基爾在2010年轉打職業賽，在2009/10球季的PIOS排名賽中以第四名完成。